# Łysohirka (hromada Międzybóż)
Łysohirka (ukr. Лисогірка) – wieś na Ukrainie, w obwodzie chmielnickim, w rejonie chmielnickim, w hromadzie Międzybóż. W 2001 liczyła 1087 mieszkańców, spośród których 1072 wskazało jako ojczysty język ukraiński, a 15 rosyjski.